# 恥骨
恥骨（ちこつ、英語: pubis、pubic bone）は、四肢動物の腰帯を構成する骨の一つである。
ヒトの場合、坐骨、腸骨、恥骨をあわせて寛骨と呼ばれる。

## 恥骨から起始する筋肉
- 腹直筋
- 恥骨筋
- 長内転筋
- 短内転筋
- 大内転筋
- 薄筋

## 恥骨に停止する筋肉
- 外腹斜筋
- 腹横筋